# Anthony Alsop
Anthony Alsop fue un escritor inglés nacido en la segunda mitad del siglo XVII y muerto en 1726.
Fue familiar del obispo de Winchester y párroco de Brightwell. Escribió un tratado de teología y varios poemas y los libros Fabularum Aesopicarum Delectus (Oxford, 1698) y Antonii Alsopi, aedis Christi olim alumni, Odarum libri duo (obra póstumo publicada en 1752)
- El contenido de este artículo incorpora material del tomo 4 de la Enciclopedia Universal Ilustrada Europeo-Americana (Espasa), cuya publicación fue anterior a 1945, por lo que se encuentra en el dominio público.

- Datos: Q4771993